# 菅谷正巳
菅谷 正巳（すがや まさみ、1961年7月22日 - ）は、京都府出身の元騎手・現調教助手。
元調教師の菅谷禎高は実父、調教師の武田博は叔父にあたる。

## 来歴
1983年に騎手免許を取得し、栗東・武田文吾厩舎からデビュー。初騎乗は同年3月5日の阪神第7競走4歳400万下・ハシメイセイ（18頭中16着）で、同馬は渡辺栄厩舎の管理馬で岡冨俊一からの乗り替わりであった。5月1日の京都第8競走5歳以上400万下・ミラクルダイナで初勝利を挙げ、1年目の同年から2桁の19勝をマーク。
2年目の1984年には35勝と一気に数字を上げるが、結局はこれがキャリアハイとなった。3年目の1985年からは10勝台を維持するが、1986年12月に武田が死去して厩舎が解散したため、叔父の武田博厩舎へ移籍。
1987年にはフリーとなり、1988年には皐月賞で実父の禎高が管理する18頭中14番人気のディクターランドに騎乗。9番人気のヤエノムテキとの関西馬ワンツーでサクラチヨノオーに先着し、枠連6940円の大波乱を演出。5月1日には京都第3競走4歳未勝利をインターサミットで逃げ切り、通算100勝を達成。
1991年は実父・禎高の厩舎に所属となるが、所属になる前から菅谷厩舎の管理馬には多く騎乗していた。同年は8勝とデビューから続けていた2桁が8年でストップするが、1992年には16勝と盛り返す。同年4月19日の阪神第6競走4歳500万下ではランディーバーンで規格外の追い込みを決め、周囲の度肝を抜いた。同馬では中日スポーツ賞4歳Sでキョウエイボーガンの4着に入り、菊花賞にも挑戦した。同馬以外では函館3歳Sで未勝利勝ちのフォーカルプレーンを3着に導き、後に3歳女王となるスエヒロジョウオーに先着。
1995年には自己最低の2勝に終わるが、1996年には桜花賞で18頭中15番人気のカネトシシェーバーを4着に粘らせる。GIで人気薄を好走させるなど見せ場を作り、3年ぶりの2桁となる12勝をマーク。11月23日には京都第3競走3歳新馬を禎高が管理するタハラオーカンで逃げ切り、200勝を達成。
1998年には22勝と15年ぶりの20勝越えで、その後は再び10勝台に落ち着くが、2002年まで5年連続2桁を記録。
1999年はシンザン記念で九州産馬マルシゲファイターに騎乗し、フサイチエアデールの2着と健闘。七夕賞では禎高が管理するサンデーセイラで逃げ切り、自身唯一の重賞勝利となった。同馬は前走で準オープンを勝ち上がったばかりであったが、展開利も見込まれ4番人気に支持された。レースは前半1000mの通過が59秒4と平均よりちょっと速めに流れたが、後半の1000mも60秒7でまとめてきっちり逃げ切った。後方に控えた人気のシグナスヒーローが最後は猛然と追い込んだが、ハナ差の2着までが精一杯であった。菅谷は禎高の管理する馬のほとんどに騎乗し、サンデーセイラの全25戦も手綱を取り、2000年のアルゼンチン共和国杯でも逃げて3着に粘った。菅谷の騎乗スタイルは非常に個性的で、レースでは馬群を嫌い、多少スタートが悪くても鞭を入れて果敢に逃げるということが多い一方、出遅れた時を中心に最後方から追走して直線で追い込むといったレースぶりであった。競馬学校が開校してから優等生的な騎乗をする騎手が増えた昨今では貴重な存在となり、それ故にマニアックなファンが多く存在し、人気競馬ゲームのダービースタリオンでも菅谷がモデルのキャラクターが登場したほどであった。
2001年の秋華賞・タイヨーキャプテン（18頭中15着）が最後の重賞騎乗となり、2002年には禎高の死去に伴い厩舎が解散したため再度フリーに転身。11月10日の京都第6競走3歳以上500万下・ウィステリアバレイで追い込みを決めたのが最後の勝利となり、2003年2月8日の小倉第7競走4歳以上500万下・マイネルカスケード（15頭中3着）が中央での最終騎乗、同26日に同馬で名古屋第10競走名古屋チャレンジカップヘリオス賞（12頭中6着）に騎乗したのが最後の騎乗となった。6月30日付けで現役を引退。騎乗成績は3,093戦287勝であった。
引退後は昆貢厩舎で調教助手に転身し、現在に至る。

## 主な騎乗馬
- ディクターランド（1988年皐月賞2着、六甲ステークス、1989年UHB杯）
- カネトシシェーバー（1996年桜花賞4着、アネモネステークス2着）
- サンデーセイラ（1999年七夕賞）

その他
- ニホンピロウイナー